# 네덜란드령 동인도 전역
네덜란드령 동인도 전역은 제2차 세계 대전의 태평양 전쟁 초기 일본 제국군이 네덜란드령 동인도(현재의 인도네시아)를 정복한 전역이다. 연합군은 이 섬들을 방어하는 데 실패했다. 동인도 제도는 전쟁 중 필수적인 자산이 될 풍부한 석유 자원 때문에 일본의 목표가 되었다. 이 전역과 이후 3년 반 동안의 일본 점령은 이 지역에서 네덜란드 식민 통치가 끝나게 된 주요 요인이기도 했다.

## 배경
동인도 제도는 일본이 전쟁에 돌입할 경우 주요 목표 중 하나였는데, 그 식민지에는 풍부하고 가치 있는 자원, 특히 고무 농장과 유전이 있었기 때문이다. 이 식민지는 미국, 이란, 루마니아에 이어 세계 4위의 석유 수출국이었다. 석유는 이 섬들을 일본에게 엄청나게 중요하게 만들었고, 그래서 일본은 스스로 석유 공급을 확보하려고 했다. 그들은 4척의 플릿캐리어(아카기, 가가, 히류, 소류)와 1척의 경항공모함을 비롯하여 곤고급 전함급의 4척의 고속전함, 13척의 중순양함, 그리고 많은 경순양함과 구축함을 파견하여 해당 지역과 인도양 주변 도시, 해군 부대 및 선박에 대한 공격을 감행하면서 상륙 작전을 지원했다.
석유 공급원은 일본 전쟁 노력의 주된 목표였다. 일본은 본토에 석유 자원이 부족했기 때문이다. 푸순 공정을 이용하여 만주에서 오일 셰일을 추출하더라도 필요량의 10%도 충족시킬 수 없었다. 프랭클린 D. 루스벨트 대통령이 1941년 7월 26일 일본의 모든 미국 자산을 동결하고 일본에 대한 모든 석유 수출을 금지하는 행정 명령을 발표한 후 일본은 석유 공급의 93%를 빠르게 잃었다. 또한, 네덜란드 망명정부는 연합국의 요청과 빌헬미나 여왕의 지원으로 일본과의 경제 조약을 파기하고 8월에 금수 조치에 동참했다. 일본의 군사 및 경제 비축량은 1년 반 치의 석유만을 포함하고 있었다. 일본이 동인도 제도를 점령하면 미국이 대일 선전포고를 할 것이라는 우려 때문에, 일본은 미국 태평양 함대를 무력화하여 섬들을 점령할 계획을 세웠다. 이는 진주만 공격으로 이어졌다.

## 선전포고
11월 말, 네덜란드 망명정부 통치 하의 동인도 제도 네덜란드 정부(이미 유럽에서 일본 제국의 추축국 동맹인 나치 독일과 전쟁 중이었다)는 일본과의 전쟁을 준비하기 시작했다. 네덜란드 왕립 해군의 함선들이 출항하고 KNIL 항공대가 동원되었다. 12월 4일, 미국, 영국, 네덜란드에 대한 전쟁 정책을 결정한 지 3일 후, 일본 정부는 "실제 적대 행위가 발생하기 전까지는 네덜란드를 준적으로 취급한다"고 결정했다. 이는 일본이 침공 준비가 되기 전에 네덜란드가 유전 시설을 선제적으로 파괴하지 못하도록 하려는 희망에서였다.
1941년 12월 8일, 네덜란드는 공개 선언을 통해 일본에 전쟁을 선포했다. 공격 당일 오전 7시까지, 동인도 정부는 해상 상선들에게 가장 가까운 항구로 향하도록 경고했다. 그 시각에 총독은 라디오를 통해 "네덜란드가 도전을 받아들여 일본 제국에 대해 무장한다"고 공개 발표했다. 지시는 오전 2시 30분에 도쿄 대사관으로 전보되었으며, 이는 진주만 공격 소식이 오전 4시에 런던 주재 네덜란드 정부에 도달하기 전이었다. 지시는 다음 날 저녁에야 접수되었고, 선전포고는 12월 10일 오전 네덜란드 대사 J. C. 팝스에 의해 일본 외무대신 도고 시게노리에게 최종 전달되었다. 스웨덴 대사는 분쟁 기간 동안 네덜란드의 이익을 처리하기로 동의했다.
네덜란드의 선언은 일본의 결정을 바꾸지 못했고, 일본의 선전포고는 1942년 1월 11일까지 이루어지지 않았다. 1946년 극동 국제 군사 재판소에서 일본이 "침략 전쟁"을 벌였다는 혐의로 기소되었을 때, 네덜란드가 먼저 전쟁을 선포했으므로 일본의 태도가 그 반대임을 입증한다고 주장되었다. 재판소는 이 주장을 "네덜란드에게 유정을 파괴할 시간을 덜 주기 위함"이라는 일본의 유일한 의도 때문에 기각했다. 재판소는 네덜란드의 선언이 자기 방어였다고 판결했다.

## 전역
남방군 사령관인 데라우치 히사이치 대장은 이마무라 히토시 장군이 지휘하는 제16군을 보내 보르네오섬을 공격하며 전역을 시작했다. 1941년 12월 17일, 일본군은 전함 1척, 항공모함 1척, 순양함 3척, 구축함 4척의 지원을 받으며 사라왁주 북부의 석유 생산 중심지인 미리에 상륙했다.
처음에 일본군은 주요 지역에 공습을 감행하여 제공권을 장악했다. 공습에 이어 여러 지점에 상륙하여 비행장과 기타 중요한 지점을 목표로 삼았다. 미리 상륙 외에도 1941년 12월 15일부터 1942년 1월 19일 사이에 세리아, 쿠칭, 제셀턴, 산다칸에 상륙했다. 보르네오의 주요 목표를 달성한 후, 일본군은 동부군, 중부군, 서부군이라는 세 부대를 사용하여 남쪽으로 3방향 공격을 계획했다. 목표는 동인도 제도의 석유 자원을 확보하는 것이었다. 동부군은 홀로섬과 다바오에서 진격하여 셀레베스, 암보이나, 티모르섬을 점령하는 동시에 중부군의 측면을 보호했다. 중부군은 타라칸섬과 발릭파판의 유전과 비행장을 점령했다. 이 두 부대는 팔렘방의 정유 시설과 비행장을 공격하고 점령할 서부군을 지원할 예정이었다. 일본군은 1월 11일 공격을 시작하여 타라칸에 상륙했다.

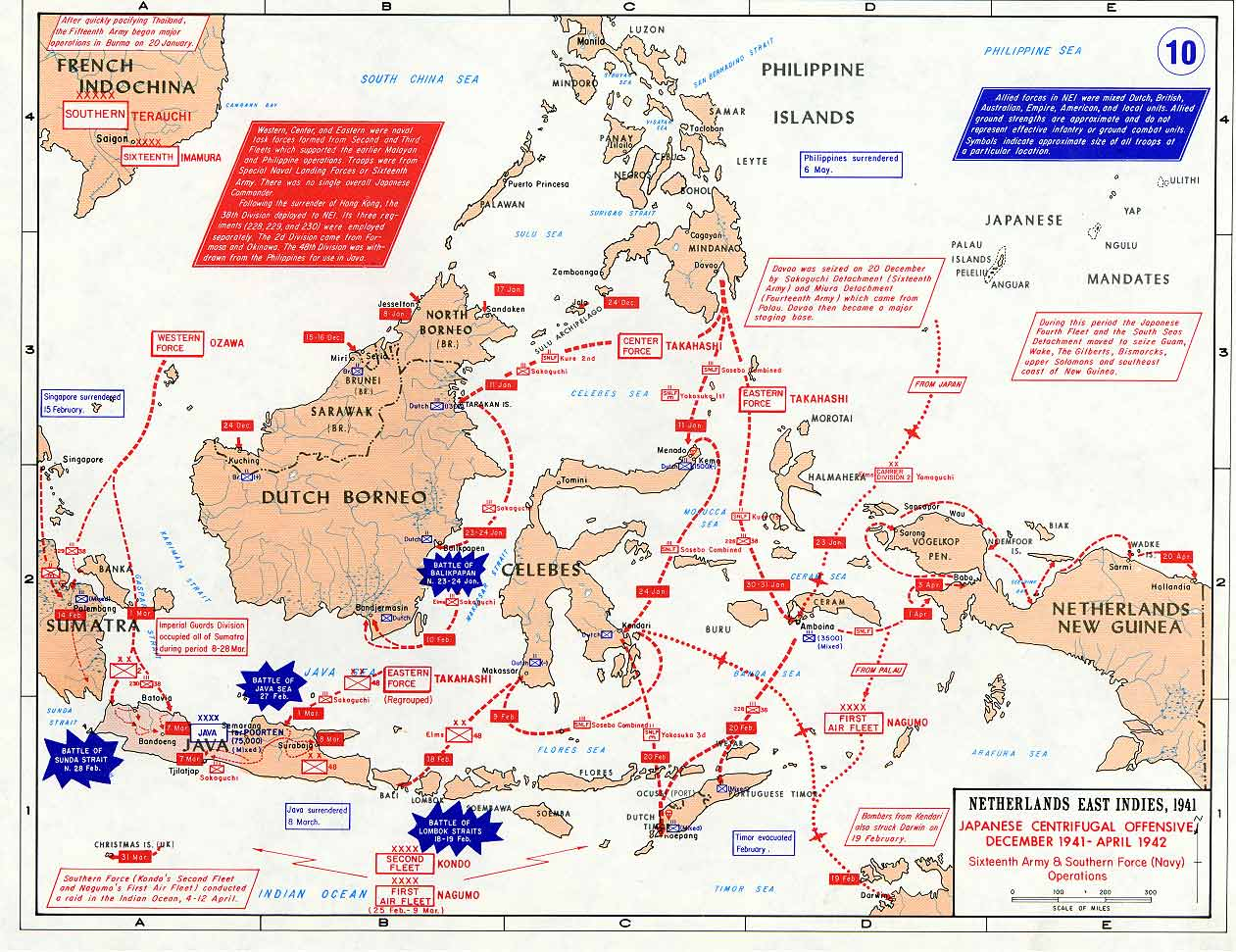
네덜란드령 동인도, 사라왁, 북보르네오(영국), 포르투갈령 티모르에서 일본군의 진격선

일본군에 맞서 싸우기 위해 미국, 영국, 네덜란드, 오스트레일리아군은 모든 가용한 육해군 병력을 ABDACOM 또는 ABDA 기치 아래 통합했다. 이 사령부는 1942년 1월 15일에 발동되었으며, 영국 육군원수 아치볼드 웨이벌 경이 지휘했다. 지휘 구조는 미국 육군 항공대의 조지 브렛 중장이 부사령관, 영국 육군 중장 헨리 로이드 파우널이 참모장으로 있었고, 그들 아래에는 미국 해군 제독 토머스 C. 하트가 해군 사령관, 네덜란드 육군 중장 하인 테르 포르턴이 지상군 사령관, 영국 공군 참모총장 리처드 피어스 경이 공군 사령관으로 있었다. 병력은 통합되었지만, 우선순위는 달랐다. 영국은 싱가포르 영토와 인도양 동쪽 입구(영국령 실론과 인도 제국으로 가는 길) 방어를 가장 중요하게 여겼다. 미국과 오스트레일리아는 심각한 반격에 필요한 기지를 박탈당할 수 있는 동남아시아의 완전한 침투를 원하지 않았다. 그리고 네덜란드는 자바와 수마트라를 "3세기 이상 거래하고 살아온 두 번째 고향"으로 여기며 가장 중요한 방어 지점으로 간주했다.
연합군 연합 병력조차 훨씬 많은 일본군의 진격을 막거나 늦출 수 없었다. 공격하는 해군 병력에 맞서 ABDA 사령부는 가용한 모든 부대에서 차출된 혼성 함대를 보유하고 있었다. 여기에는 필리핀 전역에서 막 패배한 미국 아시아 함대, 소수의 영국 및 오스트레일리아 수상함, 그리고 이전에 동인도 제도에 주둔했던 네덜란드 동인도 전대와 같은 네덜란드 부대가 포함되었다. 주요 병력으로는 2척의 수상기모함 (USS 랭글리와 차일즈), 2척의 중순양함 (USS 휴스턴와 HMS 엑서터), 7척의 경순양함 (HNLMS 더르프라위터르, 야바 및 트롬프, USS 마블헤드 및 보이시 [보이시는 1월 21일 암초에 부딪힌 후 해당 지역을 떠나야 했지만], HMAS 호바트 및 퍼스), 22척의 구축함, 그리고 아마도 가장 큰 강점인 25척의 미국 잠수함과 16척의 네덜란드 잠수함이 있었다. 자바에 기반을 둔 이 함선들은 일본군의 세 갈래 공격 중 중앙 및 서부 측면을 맡아야 했다.
중부군의 전투함은 경항공모함 류조 (항공모함)  (2), 수상기모함 산요 마루  (2)와 산우키 마루, 경순양함 3척, 구축함 16척을 포함했고, 서부군에는 중순양함 5척과 구축함 7척이 있었다. 또한, 4척의 일본 플릿캐리어(아카기, 가가, 히류, 소류)와 곤고급 전함급 전함 4척이 작전 지역에 있었다.
일본군의 진격 방식은 교활하면서도 저항할 수 없는 여러 촉수들의 움켜쥠과 유사했다. 마치 거대한 문어처럼 중요한 기관에 집중하기보다 많은 작은 지점들을 질식시키는 데 의존했다. 어떤 한 팔도 ABDA 함대 전체의 힘에 맞서려 하지 않았다. 각 팔은 적의 작은 부분을 붙잡았고, 국지적으로 무력화시킴으로써 결국 전체 생명체를 죽였다. [...] 일본군은 신중하게 촉수를 펼쳤고, 항공모함 지원 없이는 육상 기반 항공기의 작전 범위를 넘어서는 확장을 하지 않았다. 각 진격의 거리는 통제하에 있는 전투기들의 반경에 따라 결정되었다. 이 범위는 일반적으로 400마일 미만이었지만, 일본군은 놀랍도록 빠르게 이 짧은 도약을 연속적으로 감행했다. 공습이 선행되고 제공권 지원을 받는 수륙양용 작전은 무서운 규칙성으로 전개되었다. 연합군이 새로운 위치를 통합하기도 전에, 그들은 적기가 전방, 측면, 심지어 후방에서 작전하는 비행장 체계에 직면했다.
일본군은 1월 17일까지 타라칸 비행장을 전방 항공 기지로 사용했고, 일주일 후 발릭파판을 점령했다. 그러나 두 경우 모두 네덜란드 수비대는 일본군에게 점령되기 전에 유전을 파괴했다. 연합군의 해군 및 공중 반격으로 여러 일본 함선이 파괴되거나 손상되었지만, 방어하던 네덜란드 대대는 압도되었다. 1월 28일까지 일본군은 발릭파판의 비행장을 장악했고, 그곳에서 항공기를 운용했다. 1월 말까지 일본군은 셀레베스와 네덜란드령 보르네오의 일부를 점령했고, 2월까지는 수마트라섬에 상륙하여 아체주에서 반란을 부추겼다.
연합군 해군 병력의 대부분은 자바해 해전, 순다 해협 해전, 제2차 자바해 해전에서 격파되었다. 구축함보다 큰 유일한 미국 함선으로 전투에서 살아남은 것은 낡은 순양함 마블헤드뿐이었다. 또한, 섬의 지상군은 빠르게 압도되었고, 초기 공격 후 두 달 이내에 대부분의 주요 저항은 진압되었지만, 티모르에서 잠시 게릴라 전역이 성공적으로 펼쳐졌다. ABDA 사령부는 발족한 지 두 달도 채 안 된 3월 1일, 콘라트 헬프리히 제독에 의해 해산되었다.

## 항복
1942년 3월 8일, 네덜란드는 서자와주 수방의 칼리아티에서 일본에 무조건 항복했다. 이것은 칼리아티 조약으로도 알려져 있다. 3월 9일, 자바의 연합군 총사령관인 하인 테르 포르턴 중장은 총독 융케르 A.W.L. 차르다 판 스타켄보르그 스타추베르와 함께 항복했다. 테르 포르턴의 항복 발표는 계속 싸우기를 원했지만 항복에 따를 수밖에 없었던 영국 및 미국군 사령관들과의 협의 없이 이루어졌다.
아나운서 베르트 가르트호프는 1942년 3월 8일 네덜란드령 동인도 전역 중 일본에 항복하던 날 NIROM의 방송을 "청취자 여러분, 이제 방송을 마칩니다. 안녕히 계십시오, 더 나은 날까지. 조국 만세, 여왕 만세"라는 말로 마무리하며 명성을 얻었다. 가르트호프는 나중에 방송국 직원들이 일본 당국으로부터 "평소처럼 계속하라"는 지시를 받았다고 말했다. 그들은 네덜란드 국가로 방송을 마무리했는데, 이는 청취자들을 매우 놀라게 했다. 일본군이 이 사실을 알게 되자, 보복으로 NIROM 직원 세 명을 처형했다.
네덜란드령 동인도의 군사력은 일본 제국과 단독으로 전쟁을 벌이도록 계산되지 않았다. 그러한 목적에는 처음부터 완전히 부적합하다... 우리 군은 적의 공습으로부터 보호할 수 없었기 때문에 막대한 손실을 입었다. 그들은 지쳐 있다... 신이 우리와 함께하소서. 여왕 만세!

## 여파
연합군은 전쟁 중 자바, 수마트라, 티모르, 발리섬을 탈환하려 시도하지 않았다. 이 섬들의 일본군은 제2차 세계 대전 종전 시 항복했다. 일본군 병력 및 민간 식민 행정관 대부분은 전쟁 후 일본으로 송환되었으나, 수백 명은 전범 조사를 위해 억류되어 일부는 나중에 재판을 받았다. 약 1,000명의 일본군 병사들은 부대를 이탈하여 현지 공동체에 동화되었다. 이들 병사 중 다수는 인도네시아 독립 전쟁 동안 인도네시아 공화국군에 지원을 제공했다.

## 전역의 전투
- 보르네오 전투 (1941년~1942년)
- 마나도 전투 (1942년)
- 타라칸 전투 (1942년)
- 발릭파판 해전 (1942년)
- 켄다리 전투 (1942년)
- 사마린다 전투 (1942년)
- 반자르마신 전투 (1942년)
- 암본 전투 (1942년)
- 팔렘방 전투 (1942년)
- 마카사르 해협 전투
- 바둥 해협 전투 (1942년)
- 자바해 해전 (1942년)
- 제2차 자바해 해전 (1942년)
- 순다 해협 해전 (1942년)
- 자바 전투 (1942년)
- 티모르섬 전투 (1942년~1943년)

## 내용주
1. 1 2 3  “Chapter 10: Loss of the Netherlands East Indies”. 《The Army Air Forces in World War II: Vol. 1 – Plans & Early Operations》. HyperWar. 2010년 4월 7일에 원본 문서에서 보존된 문서. 2010년 8월 31일에 확인함.
2. ↑  George McTurnan Kahin and Adrian Kahin, Subversion as Foreign Policy, New York: The New Press, 1995 (ISBN 1565842448), Pp 22
3. ↑  Morison (1948), pp. 158, 271–273, 293 and 311
4. 1 2  “Submarine War in the Dutch East Indies (1941–1942)”. 《Forgotten Campaign: The Dutch East Indies Campaign 1941–1942》. 1999–2000. 2021년 4월 16일에 원본 문서에서 보존된 문서. 2010년 8월 31일에 확인함.
5. ↑  Morison (1948), pp. 274– 276, 296, 384
6. 1 2  Morison (1948), pp. 275–276
7. ↑  War History Office of the National Defense College of Japan; Willem Remmelink, trans., The Invasion of the Dutch East Indies 보관됨 2017-03-11 - 웨이백 머신 (Leiden University Press, 2015) pp. 95, 98, 417. Retrieved 11/21/2017
8. ↑  "World War II: The Defensive Phase" 보관됨 2019-07-12 - 웨이백 머신, US Army Center Of Military History, p. 87
9. ↑  Records for an accurate count of how many killed, wounded, and captured from the 24 sunken ships were not available due to the destruction of the fleet. Many of the ships' crewmen were captured by the Japanese and the fate of the lost ships were unknown for many years.
10. ↑  Francis Pike, "Hirohito's War: The Pacific War, 1941–1945" 보관됨 2023-04-11 - 웨이백 머신, 2015, p. 309.
11. ↑  Morison (1948), p. 280
12. 1 2 3 4  Arima, Yuichi (December 2003). “The Way to Pearl Harbor: US vs Japan”. 《ICE Case Studies Number 118》. American University. 2016년 12월 20일에 원본 문서에서 보존된 문서. 2009년 2월 27일에 확인함.
13. ↑  The statistics given are for 1935. The top five oil exporters that year were, in order, the United States, with 6,958 kt, Persia (Iran), with 6,860 kt, Romania, with 6,221 kt, the Dutch East Indies, with 5,139 kt, and the Soviet Union, with 3,369 kt. See: The Way to Pearl Harbor: US vs Japan 보관됨 2016-12-20 - 웨이백 머신, accessed 27 February 2009. Full citation given below.
14. ↑  Morison (1948), pp. 274–276, 296, 384
15. 1 2 3 4  “The Netherlands East Indies and the Pacific War”. 《Allies in Adversity; Australian and the Dutch in the Pacific War》. Australian War Memorial. 1997–2009. 2009년 2월 28일에 원본 문서에서 보존된 문서. 2009년 2월 27일에 확인함.
16. ↑  Dyni, John R. (2006). 《Geology and Resources of Some World Oil-Shale》 (PDF). 《Deposits Scientific Investigations Report 2005–5294》 (U.S. Department of the Interior. U.S. Geological Survey). 13쪽. 2018년 4월 13일에 원본 문서 (PDF)에서 보존된 문서. 2009년 2월 27일에 확인함.
17. ↑  Worth Jr. (1995), pp. 4 and 66
18. ↑  “Pearl Harbor Raid, 7 December 1941”. 《Naval Historical Center》. Department of the Navy. 2000년 10월 7일. 2000년 12월 6일에 원본 문서에서 보존된 문서. 2009년 2월 27일에 확인함.
19. ↑  Reynolds, Paul (2004년 4월 20일). “Oil and conflict – a natural mix”. 《BBC News》. 2020년 4월 1일에 원본 문서에서 보존된 문서. 2009년 2월 28일에 확인함.
20. 1 2 3  Hubertus Johannes van Mook (1944), The Netherlands Indies and Japan: Their Relations, 1940–1941 (London: G. Allen & Unwin), pp. 106–07 and nn.
21. 1 2 3 4  Ken'ichi Goto (2003), Tensions of Empire: Japan and Southeast Asia in the Colonial and Postcolonial World, ed. Paul H. Kratoska (Singapore: Singapore University Press), p. 52.
22. 1 2  Gabrielle Kirk McDonald and Olivia Swaak-Goldman, edd. (2000), Substantive and Procedural Aspects of International Criminal Law: The Experience of International and National Courts, Volume II, Part 1 (The Hague: Kluwer Law International), pp. 764–65.
23. ↑  “The Kingdom of the Netherlands Declares War with Japan”, 《Inter-Allied Review》 (Inter-Allied Review via Pearl Harbor History Associates Inc. hosted at ibiblio), 1941년 12월 15일, 2019년 10월 20일에 원본 문서에서 보존된 문서, 2009년 10월 4일에 확인함
24. ↑  Morison (1948), p. 191
25. 1 2  Bradley, John N.; Bradley, John H.; Buell, Thomas B.; Griess,Thomas E.; Dice, Jack W. (2002). 《The Second World War》. Square One Publishers. 85쪽. ISBN 0757001629. 2023년 10월 3일에 원본 문서에서 보존된 문서. 2009년 3월 29일에 확인함.
26. ↑  Morison (1948), p. 277
27. ↑  Morison (1948), p. 278
28. ↑  Morison (1948), pp. 281–282
29. ↑  Morison (1948), pp. 292–293
30. 1 2  Vickers, Adrian. (2005) A History of Modern Indonesia. Cambridge: Cambridge University Press. p86-87
31. 1 2  “Japanese conquest”. 《Allies in Adversity; Australian and the Dutch in the Pacific War》. Australian War Memorial. 1997–2009. 2009년 2월 28일에 원본 문서에서 보존된 문서. 2009년 2월 27일에 확인함.
32. ↑  Morison (1948), p. 375
33. ↑  Morison (1948), p. 377
34. ↑  Parinduri, Alhidayath (2021년 1월 20일). “Sejarah Perjanjian Kalijati: Latar Belakang, Isi, & Tokoh Delegasi”. 《tirto.id》 (인도네시아어). 2022년 6월 9일에 원본 문서에서 보존된 문서. 2022년 6월 9일에 확인함.
35. ↑  Vickers (2005), p. 87
36. ↑  Kahin (1952), p. 101
37. ↑  “Radio Chief Held at Gunpoint”. 《The ABC Weekly》 (영어). 1946년 6월 29일. 6쪽  – Trove 경유.
38. ↑  Benda (1956), p.542
39. ↑  Tjandraningsih, Christine, (교도 통신사), "Japanese recounts role fighting to free Indonesia 보관됨 2009-09-10 - 웨이백 머신", 재팬 타임스, Sep 9, 2009, p. 3.

## 추가 자료
- Burton, John (2006). 《Fortnight of Infamy: The Collapse of Allied Airpower West of Pearl Harbor》. US Naval Institute Press. ISBN 159114096X.
- Cull, Brian (2004). 《Hurricanes Over Singapore: RAF, RNZAF and NEI Fighters in Action Against the Japanese Over the Island and the Netherlands East Indies, 1942》. Grub Street Publishing. ISBN 978-1904010807.
- Cull, Brian (2008). 《Buffaloes over Singapore: RAF, RAAF, RNZAF and Dutch Brewster Fighters in Action Over Malaya and the East Indies 1941-1942》. Grub Street Publishing. ISBN 978-1904010326.
- Drea, Edward J. (1998). 《In the Service of the Emperor: Essays on the Imperial Japanese Army》. Nebraska: University of Nebraska Press. ISBN 0-8032-1708-0.
- Kelly, Terence (2008). 《Hurricanes Versus Zeros: Air Battles over Singapore, Sumatra and Java》. Pen and Sword. ISBN 978-1844156221.
- Krancher, Jan A. (2003). 《The Defining Years of the Dutch East Indies, 1942-1949: Survivors Accounts of Japanese Invasion and Enslavement of Europeans and the Revolution That Created Free Indonesia》. McFarland & Company. ISBN 978-0786417070.
- Post, Peter; Frederick, William H.; Heidebrinki, Iris; Sato, Shigeru, 편집. (2010). 〈The War in the Pacific〉. 《The Encyclopedia of Indonesia in the Pacific War》. Leiden: BRILL. ISBN 978-90-04-16866-4.
- Shores, Christopher (2002). 《Bloody Shambles: Volume One: The Drift to War to the Fall of Singapore》. London: Grub Street Publishing. ISBN 094881750X.
- Shores, Christopher (2009). 《Bloody Shambles: Volume Two: The Complete Account of the Air War in the Far East, from the Defence of Sumatra to the Fall of Burma, 1942》. London: Grub Street Publishing. ISBN 978-0948817670.
- The War History Office of the National Defense College of Japan (2016).  Remmelink, Willem, 편집. 《The Invasion of the Dutch East Indies》 (PDF). Leiden: Leiden University Press. ISBN 978-90-8728-237-0.
- Womack, Tom (2006). 《Dutch Naval Air Force Against Japan: The Defense of the Netherlands East Indies, 1941–1942》. McFarland & Company. ISBN 978-0786423651.